# Lista localităților din Germania - C
| Localitățile din Germania - ghid alfabetic A \| B \| C \| D \| E \| F \| G \| H \| I \| J \| K \| L \| M \| N \| O \| P \| Q \| R \| S \| T \| U \| V \| W \| X-Y \| Z Lista parțială a localităților din Germania - Ultima actualizare: 17.8.2007 |

Caan |
Caaschwitz |
Cadenberge |
Cadolzburg |
Calau |
Calbe (Saale) |
Calberlah |
Calden |
Callbach |
Callenberg |
Calvörde |
Calw |
Cambs |
Camburg |
Cammin |
Cammin |
Cappel |
Cappeln (Oldenburg) |
Carinerland |
Carlow |
Carlsberg |
Carmzow-Wallmow |
Carpin |
Casekirchen |
Casekow |
Castell |
Castrop-Rauxel |
Cattenstedt |
Cavertitz |
Celle |
Cham |
Chamerau |
Charlottenberg |
Chemnitz |
Chieming |
Chiemsee |
Chörau |
Chorin |
Christes |
Christiansholm |
Christinenthal |
Chüden |
Chursdorf |
Clausen |
Claußnitz |
Clausthal-Zellerfeld |
Cleebronn |
Clenze |
Clingen |
Cloppenburg |
Cobbel |
Cobbelsdorf |
Coburg |
Cochem |
Coesfeld |
Cölbe |
Colbitz |
Colditz |
Collenberg |
Colmberg |
Colnrade |
Cölpin |
Contwig |
Coppenbrügge |
Coppengrave |
Cörmigk |
Cornberg |
Coswig (Anhalt) |
Coswig |
Cottbus |
Crailsheim |
Cramberg |
Cramme |
Cramonshagen |
Crawinkel |
Creglingen |
Cremlingen |
Creußen |
Creuzburg |
Crimla |
Crimmitschau |
Crinitz |
Crinitzberg |
Crispendorf |
Crivitz |
Cröchern |
Crölpa-Löbschütz |
Cronenberg |
Crossen an der Elster |
Crostau |
Crostwitz |
Crottendorf |
Cumlosen |
Cunewalde |
Cursdorf |
Cuxhaven |